# Malthinus jordanicus
Malthinus jordanicus es una especie de coleóptero de la familia Cantharidae.

## Distribución geográfica
Habita en Jordania.